# ایگوس-ویوز، گارد
ایگوس-ویوز، گارد (به فرانسوی: Aigues-Vives, Gard) یک کامین در فرانسه است که در Canton of Sommières واقع شده‌است.

## خصوصیات
ایگوس-ویوز ۱۲ کیلومترمربع مساحت و ۲٬۷۲۷ نفر جمعیت دارد و ۲۹ متر بالاتر از سطح دریا واقع شده‌است.